# Клеменс Јаблонер
Клеменс Јаблонер (рођен у Бечу, 28. новембра 1948. године) је аустријски адвокат. Студирао је права на Универзитету у Бечу, докторирао је у Салцбургу. Био је председник Управног суда Аустрије и професор правне теорије на Универзитету у Бечу.
Био је вице-канцелар аустријске владе и министар за устав, реформе, дерегулацију и правду од 3. јуна 2019. до 7. јануара 2020. под мандатаром Бригите Бирлајн. Ожењен је и има троје деце.